# Луґі (Млавський повіт)
Луґі (пол. Ługi) — село в Польщі, у гміні Шренськ Млавського повіту Мазовецького воєводства.
Населення — 131 особа (2011).
У 1975-1998 роках село належало до Цехановського воєводства.

## Демографія
Демографічна структура станом на 31 березня 2011 року:
|          | Загалом | Допрацездатний вік | Працездатний вік | Постпрацездатний вік |
| -------- | ------- | ------------------ | ---------------- | -------------------- |
| Чоловіки | 65      | 15                 | 45               | 5                    |
| Жінки    | 66      | 16                 | 31               | 19                   |
| Разом    | 131     | 31                 | 76               | 24                   |